# ريغينا كينت
ريغينا كينت (بالصينية: 簡慧珍) هي ممثلة صينية، ولدت في 4 سبتمبر 1967 بهونغ كونغ في الصين، وتوفيت بنفس المكان في 16 أغسطس 1999.

## أعمال

### أفلام
- (1986) ميراث الغضب

## وصلات خارجية
- ريغينا كينت على موقع IMDb (الإنجليزية)
- ريغينا كينت على موقع روتن توميتوز (الإنجليزية)
- ريغينا كينت على موقع قاعدة بيانات الفيلم (الإنجليزية)